# گوسلاژی مالاندا
گوسلاژی مالاندا (به انگلیسی: Guslagie Malanda) (زاده ۱۹۹۰) بازیگر فرانسوی است.
از کارهای معروف او می‌توان به بازی در فیلم جانور اشاره کرد.

## فیلم‌شناسی
فهرست برخی از فیلم‌ها و یا مجموعه‌های تلویزیونی که گوسلاژی مالاندا در آنها به ایفای نقش پرداخته‌است:
- دوست من ویکتوریا (۲۰۱۴)
- سن اومر (۲۰۲۲)
- جانور (۲۰۲۳)